# 八褶管螺
八褶管螺（学名：Phaedusa delavayana），是柄眼目烟管蜗牛科烟管蜗牛属的一种。主要分布于中国大陆，常栖息在多腐殖质的环境。